# Prószkowski Potok
Prószkowski Potok – lewy dopływ Odry o długości 40,8 km. Źródliska Prószkowskiego Potoku zlokalizowane są w lasach na terenie Gminy Tułowice, na zachód od Ligoty Prószkowskiej, w centralnej części Borów Niemodlińskich. Zlewnia Prószkowskiego Potoku obejmuje północno-wschodnią część Obszaru Chronionego Krajobrazu Borów Niemodlińskich, a całkowita powierzchnia jego dorzecza wynosi ok. 178 km². Przez większą część swojego biegu Prószkowski Potok prowadzi wody wąską, częściowo podtorfioną doliną, która stanowi jeden z najciekawszych przyrodniczo fragmentów Obszaru Chronionego Krajobrazu Borów Niemodlińskich. W Nowej Kuźni na dopływie Prószkowskiego Potoku zbudowano staw, który jest jednym z ciekawszych rezerwatów województwa.